# 사랑하니까
《사랑하니까》는 문차일드의 두 번째 음반이다. 
지난 앨범에서는 록에 테크노를 접목시켰던 것에 비해, 이번 앨범에서는 록 발라드를 주로 추구하였다. 타이틀곡 〈사랑하니까〉 뮤직비디오는 정준호, 구본승, 김효진 등의 초호화캐스팅으로 주목을 받았고 앨범 발매 전에 문차일드라는 이름이 없는 뮤직 비디오를 TV에 내보내는 티저 마케팅을 펼치기도 했다. 이번 앨범을 마지막으로 문차일드를 해체되었으며, 허정민을 제외한 전 멤버는 엠씨 더 맥스로 명맥을 이어간다.

## 곡
1. 사랑하니까 (이경섭 작곡, 강은경 작사)
2. 공유 (이경섭 작곡, 이승호 작사)
3. 추억만으로도 (이경섭 작곡, 강은경 작사)
4. Let's Be Together (신인수 작곡, 최희진 작사)
5. Condor (이경섭 작곡, 이승호 작사)
6. 내 그늘 안에서 (이경섭 작곡, 강은경 작사)
7. 끝없는 사랑 (신인수 작곡, 김영아 작사)
8. Always For You (김도형 작곡, 채지오 작사)
9. 내 그늘 안에서 (Mega Mix)
10. Find Your True Self (이수 작곡, 김영아 작사)
11. 널 위한 나(I For You) (제이 윤 작곡, 허정민 작사)
12. 사랑하니까 Part 1
13. 사랑하니까 Part 2 (김종서 피쳐링, 카세트테이프에만 수록)